# Nyan Cat

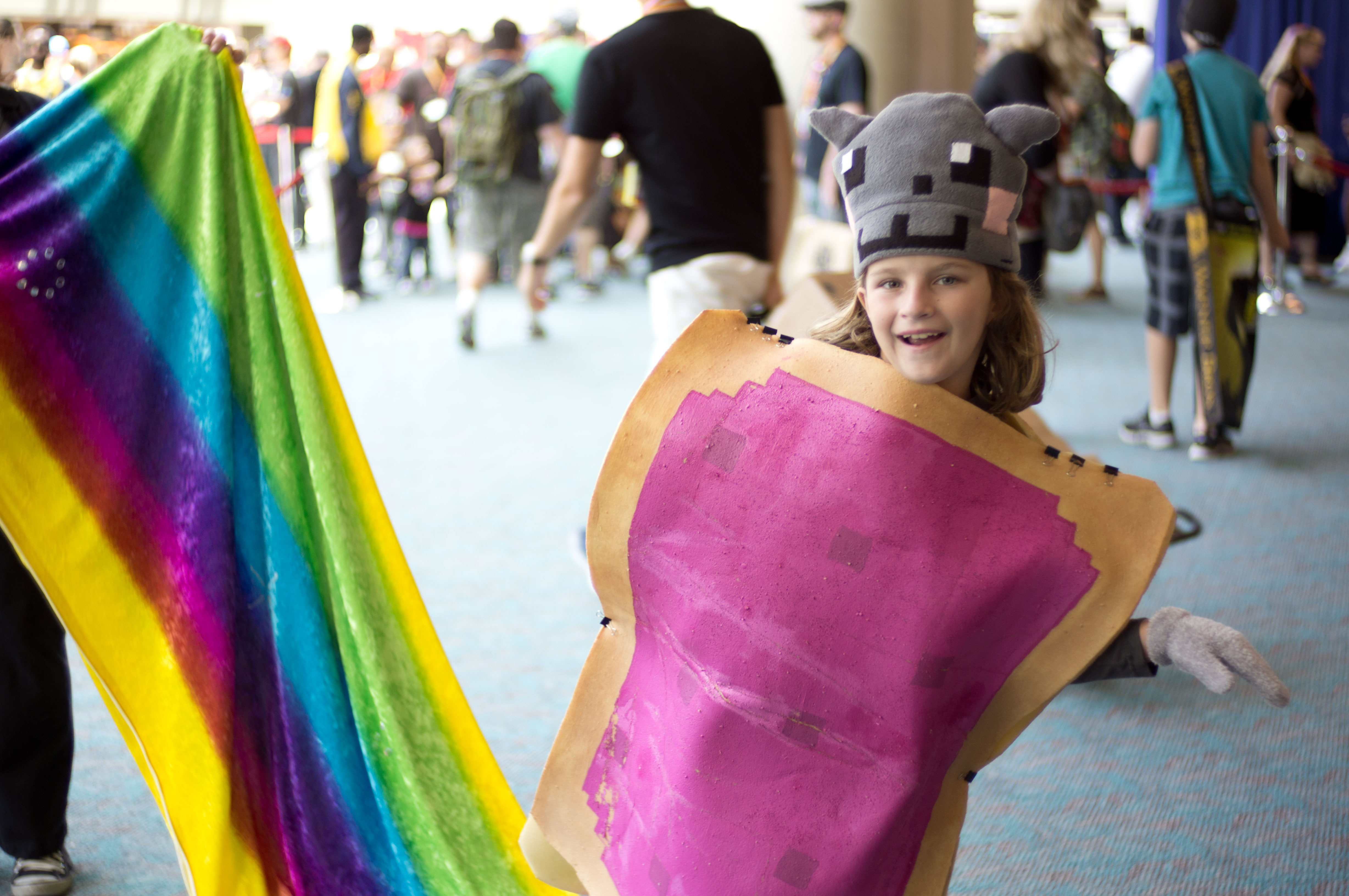
Cosplay, San Diego Comic-Con (SDCC 2012)

Nyan Cat (wörtlich: „Miau-Katze“), auch bekannt unter der Bezeichnung Pop-Tart Cat oder Regenbogen-Katze (rainbow-cat), ist ein Internetphänomen und Teil der Netzkultur. Es bezeichnet eine aus 12 Frames bestehende 8-Bit-GIF-Animation einer fliegenden Katze mit einem Körper, der aus einem Kirsch-Pop-Tart besteht, und welche einen Regenbogen hinter sich lässt, wobei im Hintergrund ein Remix des Songs Nyanyanyanyanyanyanya! gespielt wird.

## Herkunft
Die ursprüngliche Animation wurde von Christopher Torres (PRguitarman) am 2. April 2011 erstellt. Er stellte sie daraufhin auf der Internetseite LOL-Comics (Adresse: prguitarman.com) ein, weil er diese Animation als süß empfand. YouTube-Nutzer saraj00n kombinierte die Animation der Katze mit der Version des Songs Nyanyanyanyanyanyanya! von Nico-Nico-Douga-Nutzer Momo Momo (もももも) und lud sie am 5. April 2011 auf YouTube hoch. Nico-Nico-Douga-Nutzer Momo Momo lud seine/ihre Version des Songs Nyanyanyanyanyanyanya! auf Nico Nico Douga am 31. Januar 2011 hoch.
Momo Momo erstellte seine Version des Songs mit der synthetischen Stimme Momone Momo (桃音モモ) des Synthesizer-Programmes UTAU. Der Name leitet sich von momo (Pfirsich) und ne (Ton, Geräusch) ab. Die Quelle der Stimme, die dazu genutzt wurde, Momone Momo zu erstellen, war die Japanerin Fujimoto Momoko (藤本 萌々子), Momone Momo wurde im Februar 2009 erschaffen. Die ursprüngliche Version von Nyanyanyanyanyanyanya!, erstellt mit dem Programm Vocaloid/Hatsune Miku, wurde von dem Benutzer daniwellP am 25. Juli 2010 auf Nico Nico Douga hochgeladen. Der Liedtext bezieht sich auf den japanischen Laut, den die Katze von sich gibt, welcher wie nyā (にゃあ) klingt.

## Berühmtheit
Die Berühmtheit von Nyan Cat steigerte sich, nachdem darüber am 15. April auf dem Blog Tosh.0 berichtet wurde. Im Oktober 2011 hatte das YouTube-Video bereits über 39 Millionen Zugriffe. Durch die Popularität entstanden viele neue Remixe und Cover-Versionen, einige darunter mehrere Stunden lang, und es wurde eine App für iPhone, iPad, Android, HP webOS und Windows Phone 7, und ein Fortschrittsbalken für Windows programmiert.
Am 27. Juni 2011 wurde das Video aus urheberrechtlichen Gründen entfernt, nach der Beschwerde einer Person, die behauptete PRguitarman zu sein, der das Copyright der Nyan-Cat-GIF-Datei hält. Das Video war daraufhin nicht mehr verfügbar. Als Reaktion darauf veröffentlichte Christopher Torres auf seiner Seite LOL-comics eine Stellungnahme, in der er deutlich machte, dass die Beschwerde nicht von ihm kam. Er kontaktierte außerdem Saraj00n und daniwell, die das Urheberrecht des Videos und des Songs besitzen. Gemeinsam reichten sie bei YouTube eine Gegenbeschwerde ein, woraufhin das Video wieder öffentlich zugänglich gemacht wurde. Das Video wurde am 28. Juni 2011 wiederhergestellt; allerdings hatte PRguitarman in der Zwischenzeit für die vermeintlich von ihm ausgehende DMCA-Beschwerde sowohl Hassmails als auch Morddrohungen erhalten.
Auf der „Non-Stop-Nyan-Cat“-Seite sieht man wie gewöhnlich die fliegende Pop-Tart-Cat, die einen Regenbogen hinterlässt; im Hintergrund läuft das Nyanyanyanya-Lied als Endlosschleife. Auf einem Zähler kann die Zeit abgelesen werden, wie lange man das „Lied“ schon hört. Es besteht die Möglichkeit, diesen Score zu twittern, um sich so mit anderen zu messen.
Auf ihrem Bundesparteitag im April 2012 in Neumünster beschloss die Piratenpartei offiziell, während der Auszählpausen bei Wahlen fortan für die Dauer von bis zu 1337 Sekunden (22 Minuten und 17 Sekunden) diese Animation abzuspielen.
Auch die Hackergruppe LulzSec verwendet die Nyan Cat. Als diese die Webseite von PBS angriffen, hinterließen sie ein Bild der Katze.

## Spiele
Auf Grund der Popularität wurden einige Online-Spiele rund um die Nyan Cat entwickelt. Chris Torres (PRguitarman) entwickelte sein eigenes Spiel unter dem Namen Nyan Cat für iOS. Dies wurde das erste offizielle Spiel.